# Glee: The Music, The Complete Season Four
Glee: The Music - The Complete Season Four es un álbum recopilatorio del elenco de la serie de televisión estadounidense Glee. Contiene 106 canciones grabadas durante la cuarta temporada de la serie. Fue lanzada en la plataforma ITunes el 14 de enero de 2014.

## Lista de canciones
| Glee: The Music, The Complete Season Four' | |          |  |
| N.º                                        | Título                                                                                             | Duración |  |
| 1.                                         | «Call Me Maybe»                                                                                    | 3:13     |  |
| 2.                                         | «Americano / Dance Again (con Kate Hudson)»                                                        | 3:35     |  |
| 3.                                         | «Never Say Never»                                                                                  | 4:17     |  |
| 4.                                         | «New York State of Mind»                                                                           | 3:42     |  |
| 5.                                         | «It's Time»                                                                                        | 3:44     |  |
| 6.                                         | «Chasing Pavements»                                                                                | 3:30     |  |
| 7.                                         | «Everybody Wants to Rule the World»                                                                | 4:09     |  |
| 8.                                         | «Celebrity Skin»                                                                                   | 2:42     |  |
| 9.                                         | «The Way You Look Tonight / You're Never Fully Dressed Without a Smile (con Sarah Jessica Parker)» | 2:24     |  |
| 10.                                        | «A Change Would Do You Good»                                                                       | 3:10     |  |
| 11.                                        | «Barely Breathing»                                                                                 | 4:15     |  |
| 12.                                        | «Give Your Heart a Break»                                                                          | 3:30     |  |
| 13.                                        | «Teenage Dream (Versión acústica)»                                                                 | 3:45     |  |
| 14.                                        | «Don't Speak»                                                                                      | 4:20     |  |
| 15.                                        | «Mine»                                                                                             | 4:12     |  |
| 16.                                        | «The Scientist»                                                                                    | 4:15     |  |
| 17.                                        | «Blow Me (One Last Kiss)»                                                                          | 4:12     |  |
| 18.                                        | «Juke Box Hero»                                                                                    | 4:18     |  |
| 19.                                        | «Everybody Talks»                                                                                  | 3:00     |  |
| 20.                                        | «My Dark Side»                                                                                     | 3:26     |  |
| 21.                                        | «Superman»                                                                                         | 2:27     |  |
| 22.                                        | «Holding Out For a Hero»                                                                           | 4:10     |  |
| 23.                                        | «Heroes»                                                                                           | 3:44     |  |
| 24.                                        | «Some Nights»                                                                                      | 4:23     |  |
| 25.                                        | «Come See About Me»                                                                                | 3:00     |  |
| 26.                                        | «Whistle»                                                                                          | 3:46     |  |
| 27.                                        | «Let's Have a Kiki / Turkey Lurkey Time (con Sarah Jessica Parker)»                                | 3:34     |  |
| 28.                                        | «Being Good Isn't Good Enough»                                                                     | 3:08     |  |
| 29.                                        | «All That Jazz (con Kate Hudson)»                                                                  | 4:35     |  |
| 30.                                        | «Somethin' Stupid»                                                                                 | 2:45     |  |
| 31.                                        | «Being Alive»                                                                                      | 4:25     |  |
| 32.                                        | «Don't Dream It's Over»                                                                            | 3:46     |  |
| 33.                                        | «Tell Him»                                                                                         | 2:42     |  |
| 34.                                        | «I Don't Know How To Love Him»                                                                     | 3:27     |  |
| 35.                                        | «Baby Got Back»                                                                                    | 3:46     |  |
| 36.                                        | «No Scrubs»                                                                                        | 2:48     |  |
| 37.                                        | «Locked Out of Heaven»                                                                             | 3:50     |  |
| 38.                                        | «I Only Have Eyes For You»                                                                         | 3:21     |  |
| 39.                                        | «Torn»                                                                                             | 3:56     |  |
| 40.                                        | «Centerfold / Hot In Herre»                                                                        | 2:55     |  |
| 41.                                        | «A Thousand Years»                                                                                 | 5:06     |  |
| 42.                                        | «Let Me Love You (Until You Learn to Love Yourself)»                                               | 3:39     |  |
| 43.                                        | «Love Song»                                                                                        | 4:17     |  |
| 44.                                        | «This Is the New Year»                                                                             | 3:22     |  |
| 45.                                        | «Diva»                                                                                             | 3:55     |  |
| 46.                                        | «Don't Stop Me Now»                                                                                | 3:15     |  |
| 47.                                        | «Nutbush City Limits»                                                                              | 3:01     |  |
| 48.                                        | «Make No Mistake (She's Mine)»                                                                     | 4:12     |  |
| 49.                                        | «Bring Him Home (Versión solo de Rachel/Lea Michele)»                                              | 3:53     |  |
| 50.                                        | «Bring Him Home (Versión solo de Kurt/Chris Colfer)»                                               | 3:53     |  |
| 51.                                        | «Hung Up»                                                                                          | 3:16     |  |
| 52.                                        | «Girl On Fire»                                                                                     | 3:45     |  |
| 53.                                        | «You're All I Need To Get By»                                                                      | 2:56     |  |
| 54.                                        | «Getting Married Today»                                                                            | 4:01     |  |
| 55.                                        | «Just Can't Get Enough»                                                                            | 3:27     |  |
| 56.                                        | «We've Got Tonite»                                                                                 | 3:45     |  |
| 57.                                        | «Anything Could Happen»                                                                            | 4:46     |  |
| 58.                                        | «You're All the World To Me»                                                                       | 2:51     |  |
| 59.                                        | «Come What May»                                                                                    | 3:29     |  |
| 60.                                        | «Shout»                                                                                            | 4:21     |  |
| 61.                                        | «Old Time Rock & Roll / Danger Zone»                                                               | 2:02     |  |
| 62.                                        | «Diamonds Are a Girl's Best Friend / Material Girl»                                                | 2:54     |  |
| 63.                                        | «In Your Eyes»                                                                                     | 4:27     |  |
| 64.                                        | «Unchained Melody»                                                                                 | 3:38     |  |
| 65.                                        | «Footloose»                                                                                        | 3:47     |  |
| 66.                                        | «How To Be a Heartbreaker»                                                                         | 3:42     |  |
| 67.                                        | «The Bitch Is Back / Dress You Up»                                                                 | 2:34     |  |
| 68.                                        | «Cold Hearted»                                                                                     | 3:36     |  |
| 69.                                        | «Bye Bye Bye / I Want It That Way»                                                                 | 2:49     |  |
| 70.                                        | «I Still Believe / Super Bass»                                                                     | 3:12     |  |
| 71.                                        | «Closer»                                                                                           | 3:30     |  |
| 72.                                        | «Wake Me Up Before You Go-Go»                                                                      | 3:48     |  |
| 73.                                        | «Copacabana»                                                                                       | 3:36     |  |
| 74.                                        | «Against All Odds (Take a Look At Me Now)»                                                         | 3:20     |  |
| 75.                                        | «Wannabe»                                                                                          | 2:47     |  |
| 76.                                        | «My Prerogative»                                                                                   | 3:52     |  |
| 77.                                        | «Creep»                                                                                            | 3:57     |  |
| 78.                                        | «Mia»                                                                                              | 3:33     |  |
| 79.                                        | «Song»                                                                                             | 3:59     |  |
| 80.                                        | «Than Words»                                                                                       | 3:57     |  |
| 81.                                        | «Say»                                                                                              | 3:41     |  |
| 82.                                        | «To Me»                                                                                            | 3:18     |  |
| 83.                                        | «For Your Right (To Party)»                                                                        | 3:24     |  |
| 84.                                        | «Have More Friends Than You Know»                                                                  | 4:33     |  |
| 85.                                        | «Outcast»                                                                                          | 3:46     |  |
| 86.                                        | «Stop Believin' (Versión solo de Rachel/Lea Michele)»                                              | 3:46     |  |
| 87.                                        | «You've Lost That Lovin' Feelin'»                                                                  | 2:39     |  |
| 88.                                        | «Everybody Hurts»                                                                                  | 4:01     |  |
| 89.                                        | «Little Girls»                                                                                     | 3:14     |  |
| 90.                                        | «At the Ballet»                                                                                    | 5:41     |  |
| 91.                                        | «We Will Rock You»                                                                                 | 1:57     |  |
| 92.                                        | «Time»                                                                                             | 3:21     |  |
| 93.                                        | «Sealed Delivered I'm Yours»                                                                       | 2:49     |  |
| 94.                                        | «Superstition»                                                                                     | 3:39     |  |
| 95.                                        | «Are the Sunshine of My Life»                                                                      | 2:57     |  |
| 96.                                        | «Wish»                                                                                             | 4:02     |  |
| 97.                                        | «Uptight (Everything's Alright) (con Kate Hudson)»                                                 | 2:44     |  |
| 98.                                        | «Higher Ground»                                                                                    | 3:43     |  |
| 99.                                        | «For Once In My Life»                                                                              | 2:56     |  |
| 100.                                       | «To Love You More»                                                                                 | 4:25     |  |
| 101.                                       | «I Love It»                                                                                        | 2:36     |  |
| 102.                                       | «Clarity»                                                                                          | 4:30     |  |
| 103.                                       | «Wings»                                                                                            | 3:38     |  |
| 104.                                       | «Hall of Fame»                                                                                     | 3:18     |  |
| 105.                                       | «All Or Nothing»                                                                                   | 4:08     |  |
| 106.                                       | «Rainbow Connection»                                                                               | 4:02     |  |